# Alectoris
Az Alectoris a madarak osztályának tyúkalakúak (Galliformes) rendjébe és a fácánfélék (Phasianidae) családjába tartozó nem.

## Rendszerezése
A nemet Johann Jakob Kaup német természettudós írta le 1829-ben, jelenleg az alábbi 7 faj tartozik ide:
- szirtifogoly (Alectoris graeca)
- csukár (Alectoris chukar)
- Przevalski-fogoly (Alectoris magna)
- Philby szirtifoglya (Alectoris philbyi)
- barnanyakú szirtifogoly Alectoris barbara)
- vörös fogoly (Alectoris rufa)
- arab szirtifogoly (Alectoris melanocephala)